# Podabrus nakanei
Podabrus nakanei is een keversoort uit de familie soldaatjes (Cantharidae). De wetenschappelijke naam van de soort werd in 1999 gepubliceerd door Takahashi & Okushima in Takahashi, Okushima & Ichita.